# باب المزهرية
باب المزهرية باب أثري بناه الأمير محمد بن أبي بكر مزهر سنة 698 هـ (1298م)، ويوجد بشارع البنهاوي قرب باب الفتوح بقسم باب الشعرية. سجلت الدولة المصرية الباب أثراً (رقم 7) من آثار القاهرة التاريخية.